# Rapid trident
Les manœuvres Rapid trident (Швидкий тризуб en ukrainien) sont des opérations des Forces armées de l'Ukraine menées conjointement avec celles des États-Unis sur la base militaire de Yavoriv,, de 2006 à 2021. D'autres forces armées peuvent être impliquées. Elles ont pour but une convergence vers des normes de l'OTAN, dans le cadre de coopération du Partenariat pour la paix.

## 2021
Les six mille soldats impliqués dans l'exercice viennent de : l'Ukraine, les États-Unis, la Bulgarie, le Canada, la Géorgie, l'Allemagne, l'Italie, la Jordanie, la Lituanie, la République de Moldavie, le Pakistan, la République de Pologne, la Roumanie, la Turquie et le Royaume-Uni à partir du 20 septembre et pour un mois.

## En quelques images

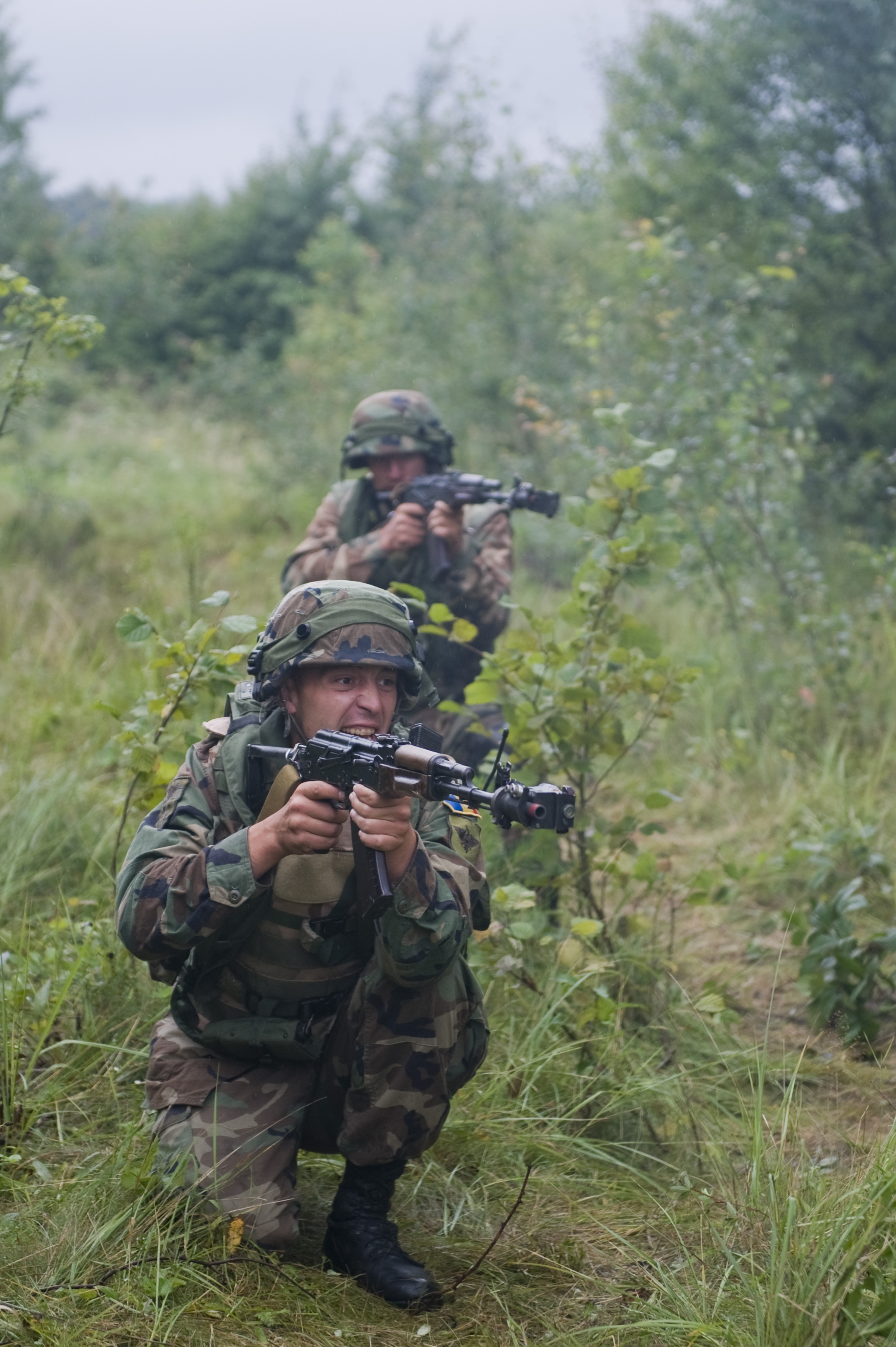
Présence des forces armées moldaves.
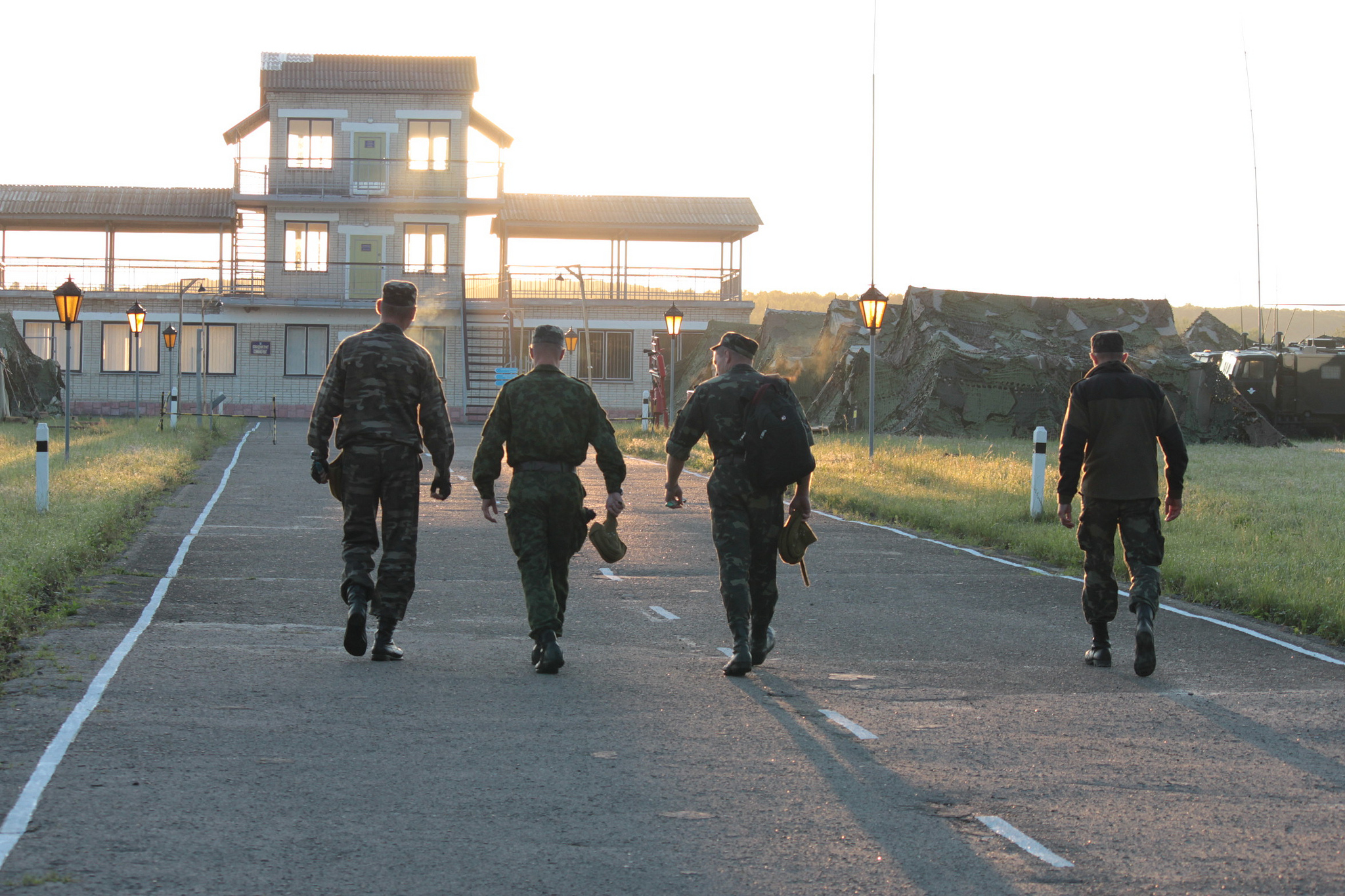
Tour de contrôle de la base militaire de Yavoriv exercice de 2013.
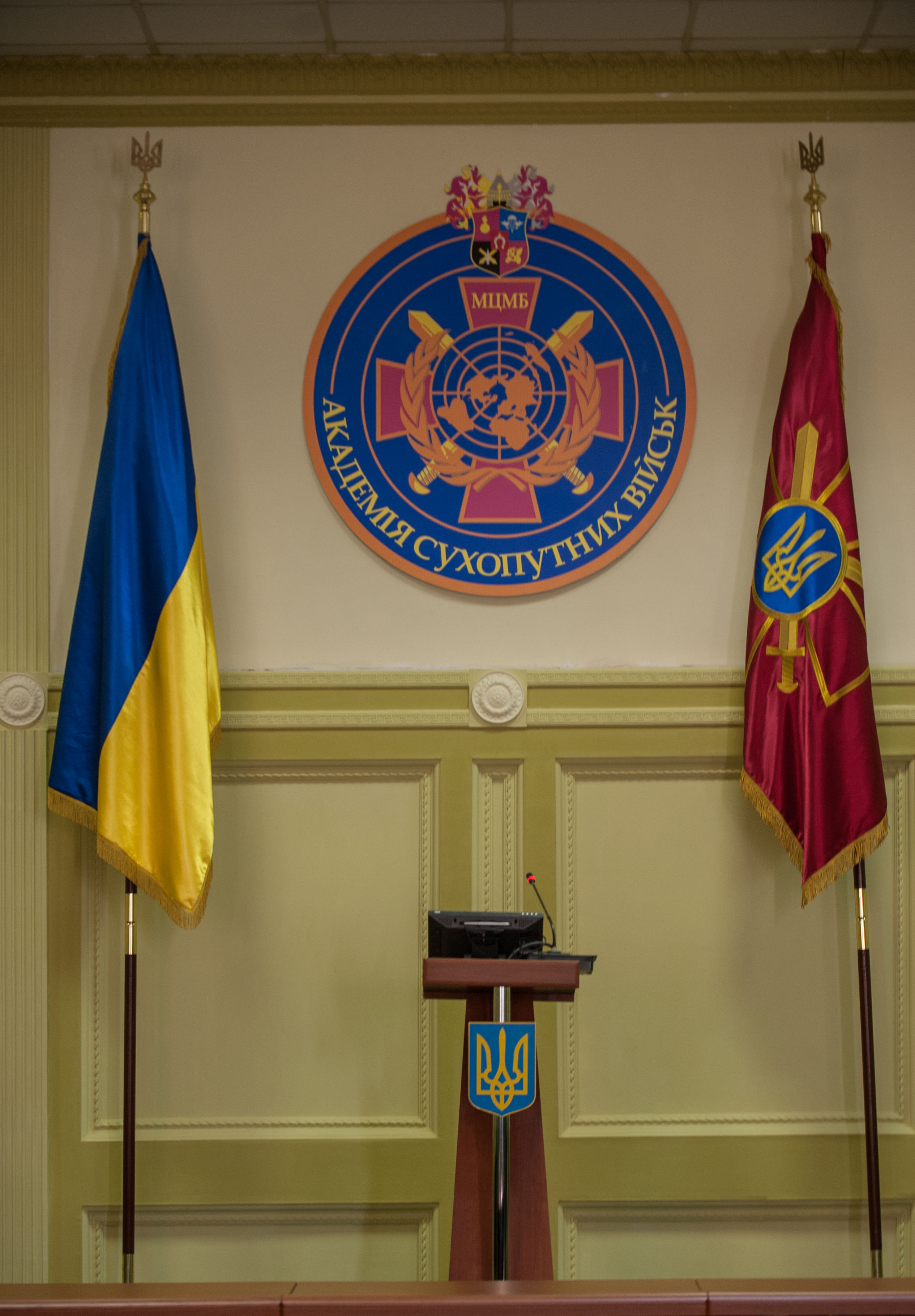
De 2014.
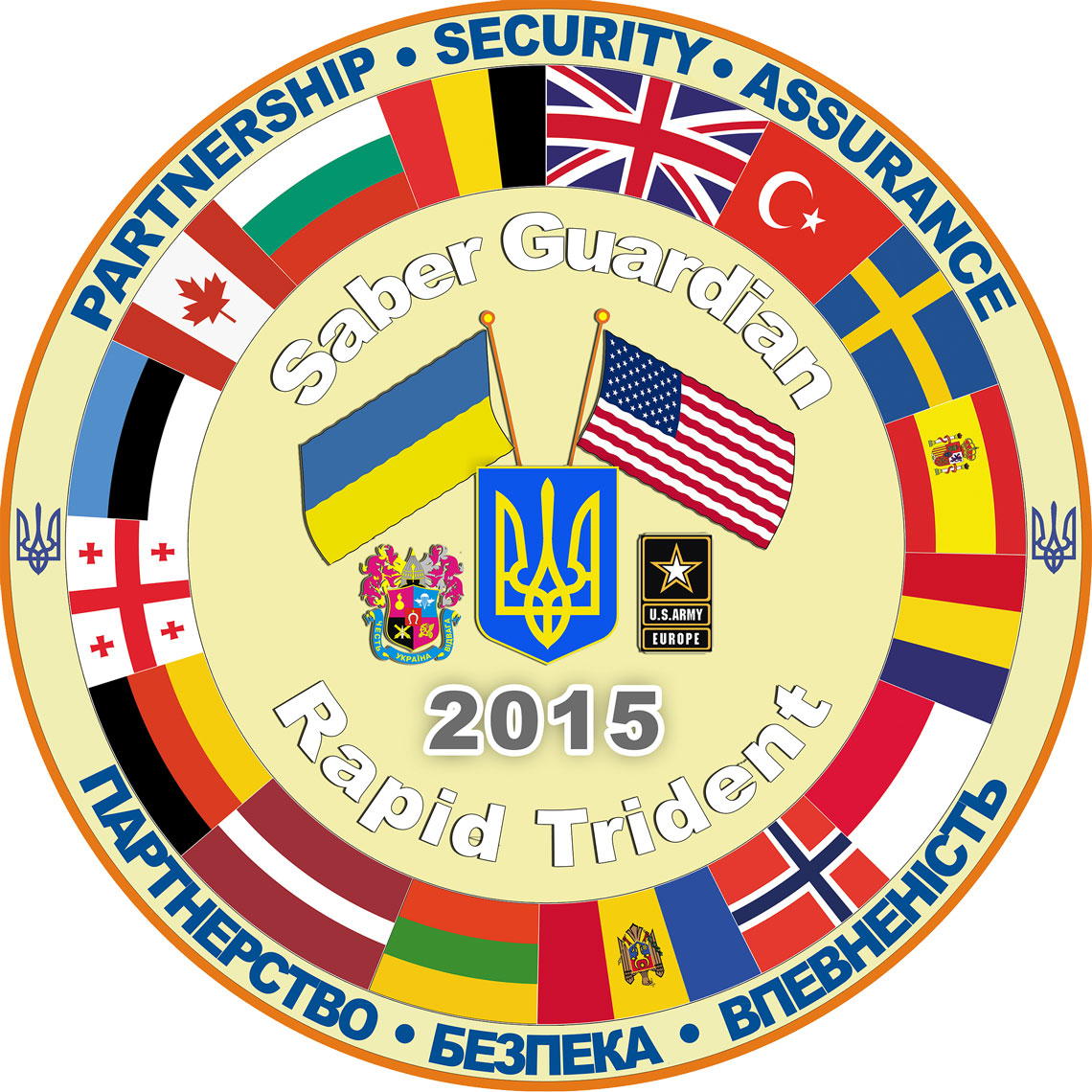
De 2015.
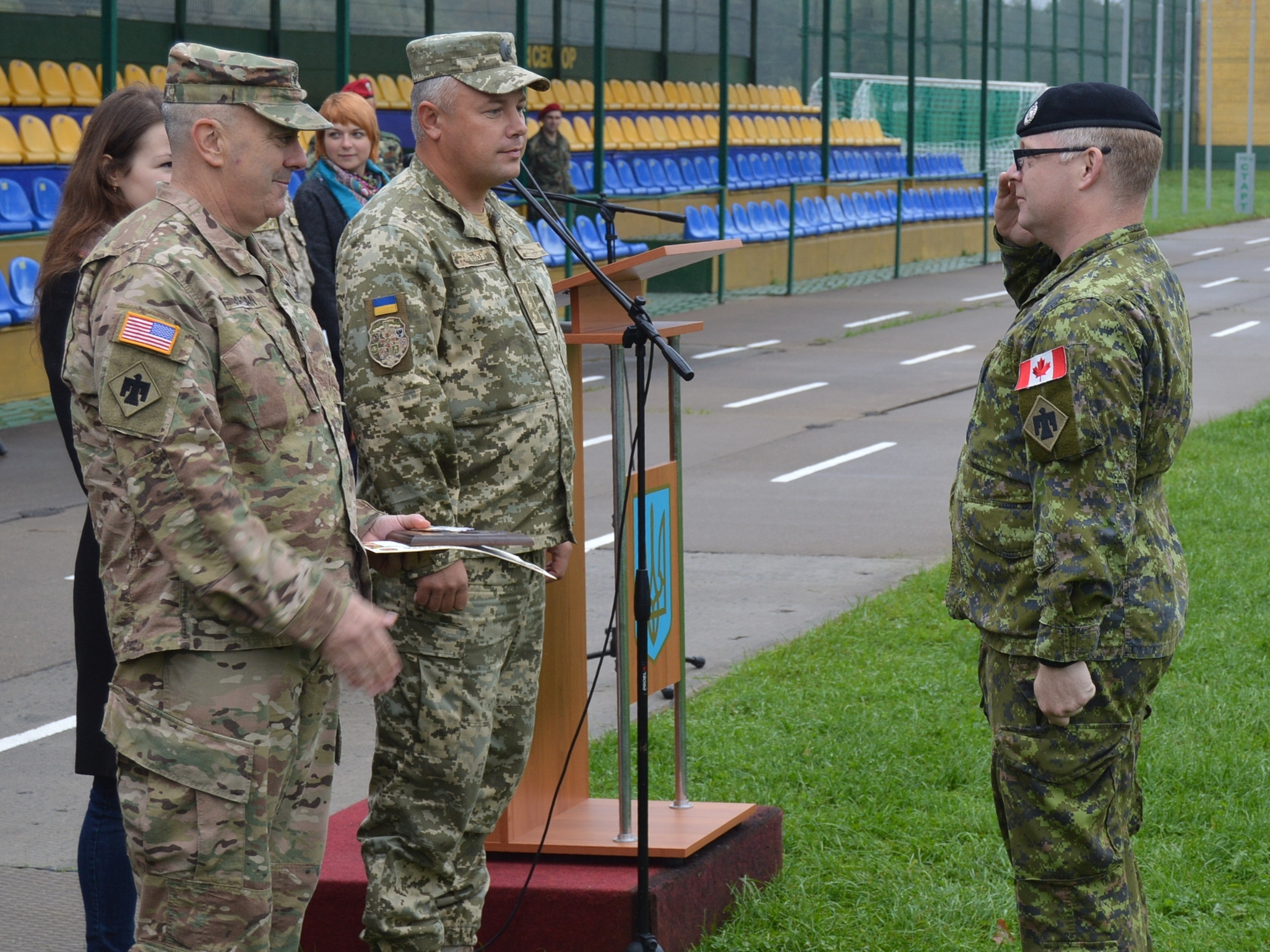
Serhiy Litvinov en 2017.
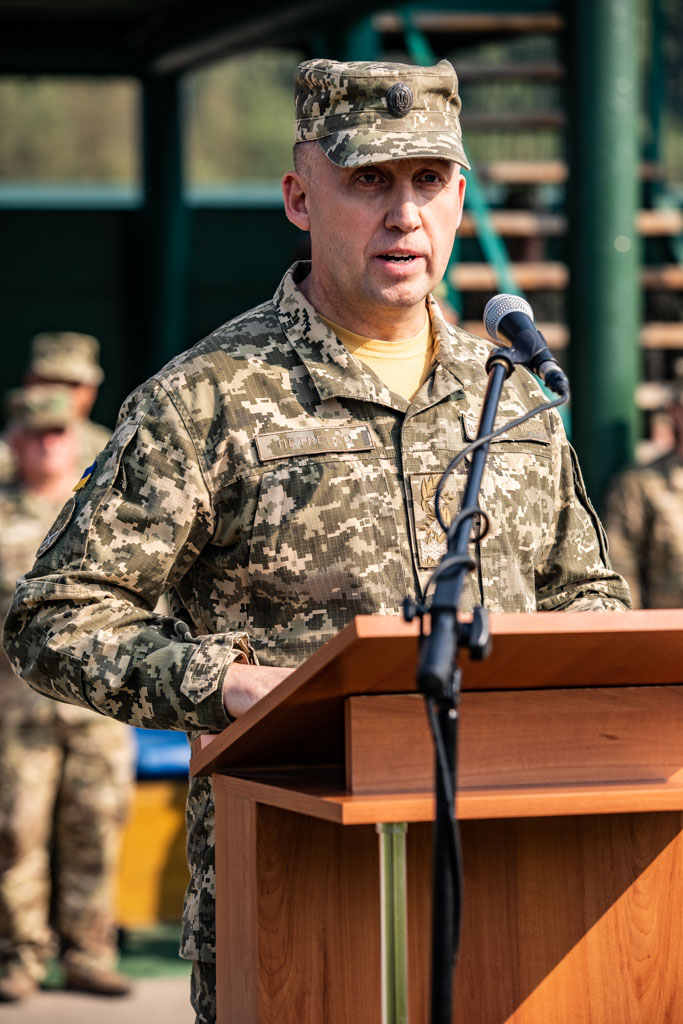
Anatoliy Petrenko,
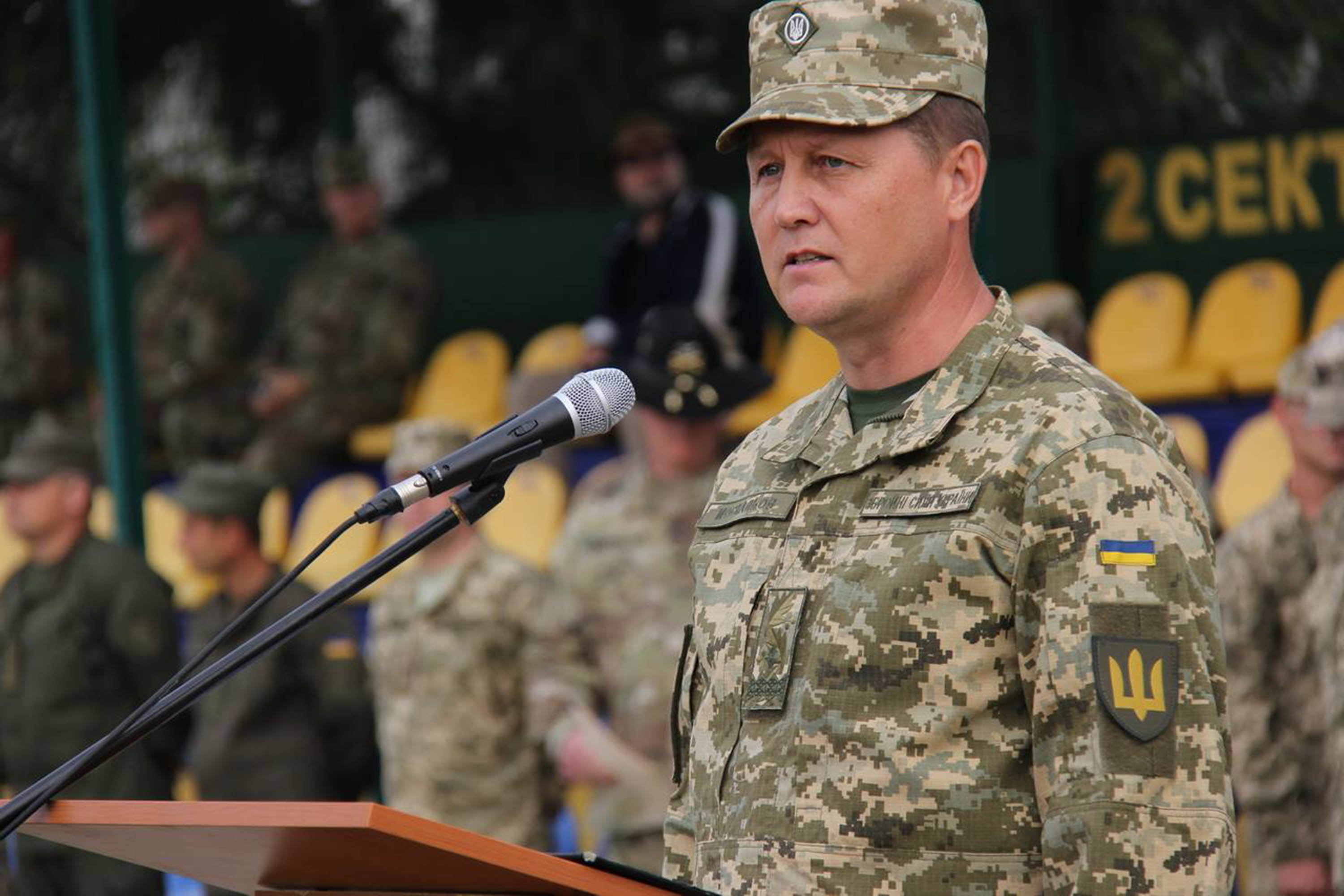
Edouard Moskalyov pour Rapid Trident 2018.
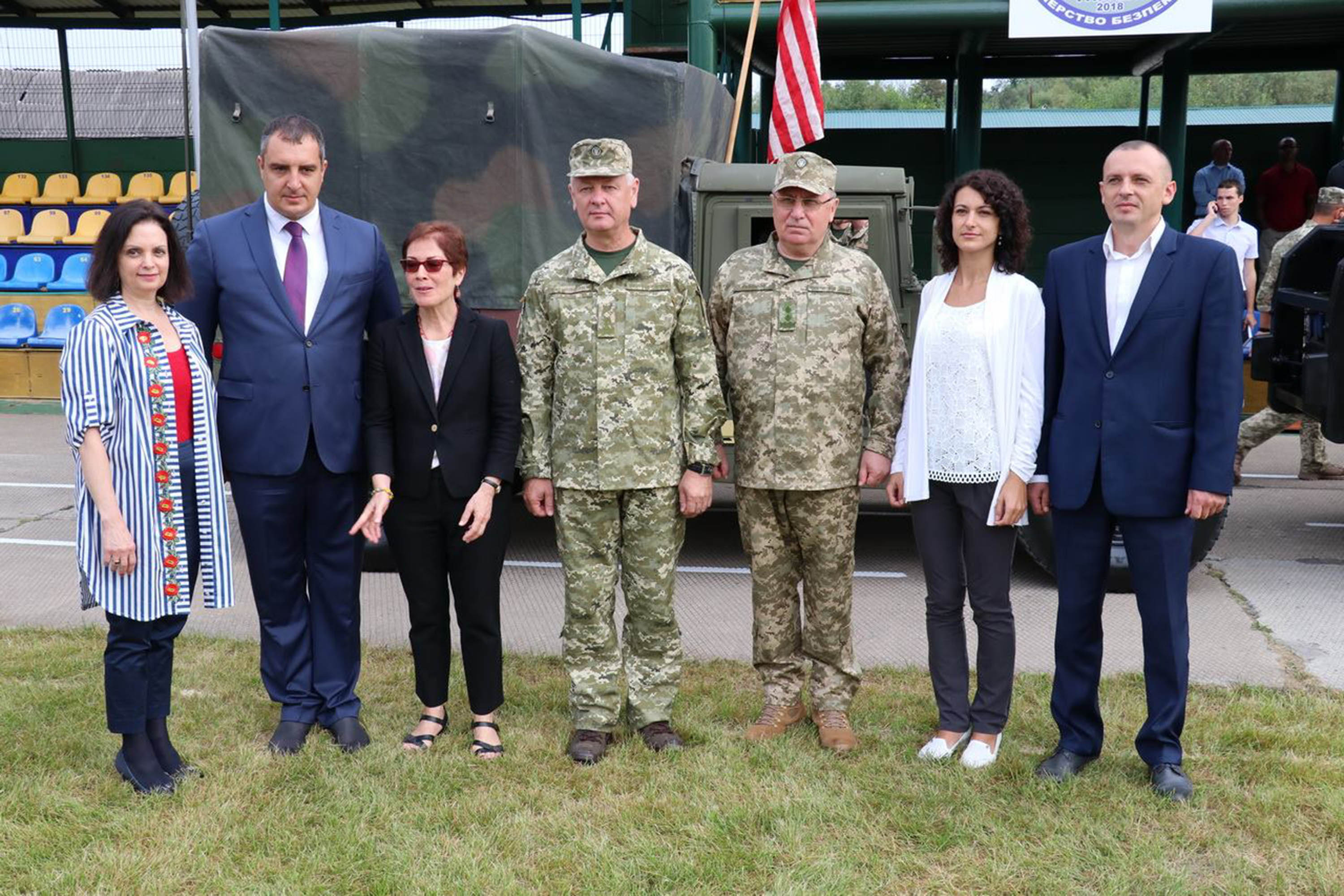
et l'ambassadrice américaine Marie Yovanovitch.